# André Schulze
André Schulze (Görlitz, 21 novembre 1974) è un ex ciclista su strada e dirigente sportivo tedesco.

## Palmarès
- 1998 (Dilettanti, una vittoria)

Cottbus-Görlitz-Cottbus
- 1999 (Dilettanti, una vittoria)

Cottbus-Görlitz-Cottbus
- 2001 (Team Wiesenhof, due vittorie)

3ª tappa Bałtyk-Karkonosze Tour (Kołobrzeg > Szczecinek)
4ª tappa Bałtyk-Karkonosze Tour (Szczecinek > Wałcz)
- 2003 (Team Vermarc Sportswear, sei vittorie)

3ª tappa Circuit des Ardennes (Sedan > Sedan)
1ª tappa Flèche du Sud (Esch-sur-Alzette > Rumelange)
2ª tappa Bałtyk-Karkonosze Tour (Stargard > Stargard)
1ª tappa, 1ª semitappa Brandenburg Rundfahrt (Senftenberg > Senftenberg)
2ª tappa Brandenburg Rundfahrt (Senftenberg > Werder)
5ª tappa Brandenburg Rundfahrt (Prenzlau > Prenzlau)
- 2004 (VC Frankfurt Radteam-Brügelmann, otto vittorie)

1ª tappa Tour of Hellas (Giannina > Prevesa)
2ª tappa Tour of Hellas
5ª tappa Tour of Hellas
4ª tappa Tour of Japan (Motegi > Motegi)
1ª tappa Tour de Tunisie (La Marsa > Biserta)
5ª tappa Tour de Tunisie (al-Qayrawan > Sfax)
8ª tappa Tour of Qinghai Lake (Xining > Xining)
- 2005 (Team Sparkasse, due vittorie)

4ª tappa Cinturón Ciclista Internacional a Mallorca (Santa Margalida > Santa Margalida)
3ª tappa, 1ª semitappa Five Rings of Moscow (Mosca)
- 2006 (Team Lamonta, due vittorie)

1ª tappa Tour d'Indonesia (Giacarta)
- 2007 (Team Wiesenhof-Felt, due vittorie)

1ª tappa Bayern Rundfahrt (Garmisch-Partenkirchen > Gundelfingen an der Donau)
2ª tappa Tour of Qinghai Lake (Lago Qinghai > Bird Island)
- 2008 (PSK Whirlpool-Author, tre vittorie)

2ª tappa Szlakiem Grodów Piastowskich (Głogów > Lubin)
1ª tappa Wyścig Solidarności i Olimpijczyków (Łódź > Pabianice)
6ª tappa Wyścig Solidarności i Olimpijczyków (Krosno > Nowy Sącz)
- 2009 (PSK Whirlpool-Author, tre vittorie)

3ª tappa Presidential Cycling Tour of Turkey (Kuşadası > Bodrum)
- 2010 (PSK Whirlpool-Author, cinque vittorie)

Memoriał Andrzeja Trochanowskiego
4ª tappa Szlakiem Grodów Piastowskich (Rudna > Legnica)
2ª tappa Wyścig Solidarności i Olimpijczyków (Radomsko > Bełchatów)
3ª tappa Wyścig Solidarności i Olimpijczyków (Piotrków Trybunalski > Skarżysko-Kamienna)
6ª tappa Wyścig Solidarności i Olimpijczyków (Lesko > Jarosław)
- 2011 (CCC-Polsat-Polkowice, tre vittorie)

Memoriał Andrzeja Trochanowskiego
Neuseen Classics
2ª tappa Wyścig Solidarności i Olimpijczyków (Jasło > Cracovia)
- 2012 (Team NetApp, tre vittorie)

Neuseen Classics
2ª tappa Wyścig Solidarności i Olimpijczyków (Tuszyn > Sieradz)
3ª tappa Wyścig Solidarności i Olimpijczyków (Łęczyca > Kutno)

### Altri successi
- 2001 (Team Wiesenhof)

Großen Straßenpreis von Hannover
Rund um Leipzig
Sparkassen Cup-Schwenningen
- 2003 (Team Vermarc Sportswear)

Criterium Braunschweig
Rund um die Lausitz
Criterium Lauf
Classifica a punti Brandenburg Rundfahrt
- 2004 (VC Frankfurt Radteam-Brügelmann)

Criterium Cottbus
Rund um Einhausen
Bochum-Steinkuhl
- 2005 (Team Sparkasse)

Criterium Braunschweig
Criterium Köln-Longerich
Criterium Gelsenkirchen
Criterium Düsseldorf
- 2006 (Team Lamonta)

Hürth-Kendenich
Derny Rheda-Wiedenbrück
Criterium Wesel
- 2008 (PSK Whirlpool-Author)

Rund um die Kö
1ª tappa City Giro Rellingen (Rellingen)
- 2009 (PSK Whirlpool-Author)

Criterium Hradec Králové
Memoriál Josefa Křivky
- 2010 (PSK Whirlpool-Author)

Memoriál Josefa Křivky
Classifica a punti Wyścig Solidarności i Olimpijczyków
Prologo Giro della Repubblica Ceca (Olomouc, cronosquadre)
- 2011 (CCC-Polsat-Polkowice)

Prologo Dookoła Mazowsza (Varsavia, cronosquadre)
- 2012 (Team NetApp)

Classifica a punti Wyścig Solidarności i Olimpijczyków

## Piazzamenti

### Classiche monumento
- Giro delle Fiandre

2012: ritirato
2013: ritirato
- Parigi-Roubaix

2012: ritirato
2013: ritirato